# Титовка (Шебекино)
Титовка — упразднённое в 1961 году село в Шебекинском районе Белгородской области России. Ныне микрорайон (посёлок) в городе Шебекино.

## География
Находится в южной части Белгородской области, в пределах юго-восточных отрогов Среднерусской возвышенности, в лесостепной зоне, на реке Нежеголь, к западу от урочища Титовский Бор.

### Климат
Климат характеризуется как умеренно континентальный, с холодной зимой и жарким летом. Среднегодовая температура воздуха — 7,7 °C. Абсолютный минимум температуры воздуха самого холодного месяца (января) — −38 °C, абсолютный максимум температуры воздуха самого тёплого месяца (июля) — 41 °С. Безморозный период длится около 153 дней. Годовое количество атмосферных осадков — 520 мм, из которых большая часть выпадает в тёплый период. Снежный покров держится в течение 109 дней.

## Транспорт
Через Титовку проходит автодорога регионального значения 14К-3 «Белгород — Шебекино — Волоконовка».
В западной окраине находится железнодородная платформа 13 км.